# Économie des Alpes-Maritimes
Cet article décrit l'économie du département des Alpes-Maritimes.

## Données macroéconomiques
D'après l'Insee, en 2005 le PIB par habitant des Alpes-Maritimes atteignait 27 723 euros ce qui classait le département au treizième rang en France (voir Départements français classés par produit intérieur brut par habitant). Son PIB était de 29,6 milliards d'euros. D'après Eurostat, le PIB par habitant aux prix du marché en 2008 pour le département s'élevait à 30 700 euros, ce qui le classait également au treizième rang en France.
| 1997   | 1998   | 1999   | 2000   | 2001   | 2002   | 2003   | 2004   | 2005   | 2006   | 2007   | 2008   |
| ------ | ------ | ------ | ------ | ------ | ------ | ------ | ------ | ------ | ------ | ------ | ------ |
| 19 800 | 20 700 | 21 300 | 23 200 | 24 500 | 25 000 | 25 600 | 26 600 | 27 700 | 29 000 | 29 800 | 30 700 |

## Données sectorielles
L'économie des Alpes-Maritimes se caractérise par l'importance du secteur tertiaire. Le département compte, outre les activités touristiques et les services traditionnels, un nombre assez élevé d'entreprises de recherche et du secteur tertiaire supérieur. L'agriculture est peu importante et l'industrie joue un rôle relativement faible, mais elle s'est diversifiée vers des activités à haute valeur technologique. Le secteur du BTP est assez important. L'économie est très sensible aux variations de la conjoncture nationale et internationale. En 2011, le taux de chômage se situe à 9,1 % soit au niveau de la moyenne nationale.
|                   | Tertiaire | Industrie | BTP   | Agriculture |
| ----------------- | --------- | --------- | ----- | ----------- |
| Alpes-Maritimes   | 76,2 %    | 12,5 %    | 9,2 % | 2,1 %       |
| Moyenne nationale | 71,5 %    | 18,3 %    | 6,1 % | 4,1 %       |

Le tourisme est une ressource essentielle, pour toute la région côtière (Côte d'Azur), et y est très développé (Nice est la deuxième ville hôtelière de France). Ainsi, la Côte d'Azur (territoire incluant les Alpes-Maritimes et Monaco) a atteint les 11 millions de touristes français et étrangers, en 2014. Grâce à la douceur du climat, c'est un lieu de villégiature toute l'année. En montagne, il y a également quelques stations de sports d'hiver qui bénéficient d'un enneigement abondant ces dernières années (notamment Isola 2000).
Il y a aussi des industries bien développées, comme la parfumerie à Grasse, les nouvelles technologies autour de Sophia-Antipolis et le Centre spatial de Cannes - Mandelieu, premier constructeur de satellites européens et premier établissement industriel du département.